# 江文也
江 文也（こう ぶんや）は、台湾出身の作曲家、声楽家。本名は江文彬。

## 経歴
日本統治下の台湾で貿易商・江長生の次男として生まれ、台北庁直轄大稲埕区で育つ。1914年、4歳で一族とともに中国大陸の福建省廈門に移住。1918年、台湾籍子弟のための日本語学校、旭瀛書院に入学。1922年、母親が病死し13歳で長野県上田市に本土留学して上田尋常小学校6年に編入。翌年、旧制上田中学校へ入学。この頃、上田メソジスト教会のカナダ人女性宣教師メアリー・スカットと出会い音楽を学び始める。1928年、武蔵高等工科学校電気科で学び、放課後は東京音楽学校御茶ノ水分校夜間部で声楽、音楽基礎理論を学ぶ。合唱団の指導者に見出されて1932年、コロムビアレコードのバリトン歌手となる。工科学校在学中は台湾・松山火力発電所、東京天文台、官営八幡製鉄所などで実習しながら、東京音楽学校作曲科で山田耕筰、橋本國彦に師事。同年、第1回音楽コンクール声楽部門入選（翌年も同部門2位に入賞）。1933年3月、上田尋常小学校女子部の同級生だった瀧澤乃ぶと結婚し、同年、藤原歌劇団のバリトン歌手となる。JOAK（東京放送局）に出演して「タンホイザー」、「ボエーム」などを歌った。「肉弾三勇士の歌」などの戦時歌謡や『第二生蕃歌曲集』の自作自演などの録音が残されている。
1934年3月、管弦楽曲「白鷺への幻想」が第3回音楽コンクール作曲部門で2位をに入賞。6月7日から8日にかけて、藤原歌劇団の初演に参加し「ボエーム」などを歌う。1935年、「 盆踊りの主題による交響組曲」が第4回音楽コンクール作曲部門で3位に入賞。6月、アレクサンドル・チェレプニンの招きで北京（当時は北平）と上海を訪問する。1936年のベルリンオリンピックの芸術競技に管弦楽曲｢台湾舞曲｣を出品。当時は｢3位入賞｣と報じられたが、実際には選外佳作だった。同曲は1937年に応募したワインガルトナー賞（選考発表は1939年）で2等賞を受賞。1937年、ヨーゼフ・ローゼンシュトック指揮、新交響楽団演奏により管弦楽曲「俗謡に基づく交響的エチュード」を初演。その後も中国、台湾、日本の音楽語法とモダニズムを融合したピアノ曲、声楽曲、交響曲などを発表した。
1938年、映画「東洋平和の道」（鈴木重吉監督）の作曲と、主演女優・白光の歌唱指導を担当。同年、北平で活動する台湾人音楽教育家・柯丁丑（柯政和）の招きで乃ぶ、長女・純子を伴い北平に渡る。北平師範学院音楽系教授に就任して作曲と声楽を指導。乃ぶはほどなく帰国し、江は家族の住む日本と中国を往復する日が続く。1939年に次女・庸子、1942年に三女・和子、1943年に四女・菊子がそれぞれ日本で誕生。北平時代は、戦後「文化漢奸」の罪状のひとつとなる中華民国新民会のための「新民会会旗歌」「新民之歌」や「大東亜民族行進曲」などを作曲。また、「春暁」、「静夜思」、「漁翁楽」など中華民族の風格が漂う曲を多く作った。1940年には高田せい子主宰の高田舞踊研究所のためにバレエ音楽「香妃」を作曲。次女・庸子によれば、江は戦争が嫌いで家庭では軍歌を禁じ、時局物の楽譜は家に残さず、ラジオから軍歌が流れると乃ぶがスイッチを切ったという。一方、江は北平で、教え子だった吳蕊真（のち呉韻真と改名）と男女関係に陥り、1941年に長男・江小文、44年に次男・江小也を呉との間に儲ける。
1945年8月15日の日本降伏で日本国籍を喪失したため、日本に戻れず北平にとどまる。蔣介石の中国国民党政権下では「文化漢奸」として10カ月間拘禁されたが、米軍クラブのジャズバンドの指揮をして糊口をしのぐ。この頃、呉韻真と重婚。1947年、北京回民中学音楽で教鞭を執り、北平芸術専科学校音楽系教授に就任して作曲、和声、対位法などを教える。中華人民共和国成立後、1950年からは天津中央音楽院（現・天津音楽院）教授に就任。しかし、1957年からの反右派闘争、そして1966年からの文化大革命で「右派分子」｢日本帝国主義の手先｣と糾弾され、教授職を剥奪された上、大半の作品の自筆譜やピアノなどを奪われ、河北省保定市に下放される。下放先では強制労働で吐血を繰り返し、急速に病んでいく。その間も密かに作曲を続けるが、文革終結後の1978年、脳梗塞で倒れ肺気腫を併発。1979年にようやく名誉回復され、楽譜類も一部返還されるが、既に病魔に蝕まれていた江は1983年10月24日、北京で死去。八宝山革命公墓で葬儀が営まれる。
戦後は中国に残留したため、江の名は日本の音楽界から忘れ去られたが、分画終結後の名誉回復を経て、香港、台湾、中国での再評価・録音が増え、徐々にその名が知られるようになる。1999年には日本で伝記『まぼろしの五線譜　江文也という「日本人」』（井田敏著、白水社）が出版されたが、中国側の遺族の扱いをめぐって日本側の遺族が抗議した上、東京の江家に保管されていた銅製のベルリン五輪「参加メダル」を「第3位の銅メダル」と誤記したことから、現在は絶版になっている。
2004年に江文也をテーマにした映画『珈琲時光』が公開され、彼のピアノ曲が取り上げられるとともに、乃ぶ夫人と娘が出演している。

## 著書
- 『上代支那正楽考』1942年初版（三省堂）, 2008年復刻(平凡社東洋文庫774　校注・解説：坂田進一/解説・片山杜秀 ISBN 978-4-582-80774-5）
- 『北京銘』（1942年 青梧堂）
- 『大同石仏頌』（1942年 青梧堂）

## 主要作品

### 管弦楽曲
- 南の島に拠る交響的スケッチ（1934年）
- 盆踊りの主題による交響組曲（1935年）
- 台湾舞曲 Op.1（1936年）…ピアノ版もあり。
- 白鷺への幻想Op.2…ピアノ版もあり。
- お縁日の露天見物Op.5
- 室内管弦楽曲「南方紀行」Op.13
- 北京に寄する五つの交響的断片Op.14
- 俗謡に基づく交響的エチュード（1937年）
- フーガ的序曲（1937年）
- 田園詩曲（1938年）「国民詩曲のひとつとしてJOAKによる委嘱により作曲。
- 映画音楽『南京』（1938年）
- 映画音楽『北京』（1938年)
- 映画音楽『東洋平和の道』（1938年）
- 故都素描（北京點點）（1939年）
- 孔廟大成楽章（1940年）
- バレエ音楽『香妃』（1940年）
- 東亜民族進行曲（吹奏楽、合唱付吹奏楽、管弦楽、合唱付管弦楽版等あり）…南京国民政府行政院宣伝部制定楽曲
- 交響曲第1番（1940年）
- バレエ音楽『東亜の歌』（1940年）…皇紀二千六百年奉祝バレエ三部作のうちの一つ
- 米英撃滅大行進曲『明けゆく世界』（1943年）
- 映画音楽『熱風』（1943年）
- 藍碧の空に鳴り響く鳩笛に（1943年）
- 世紀の神話に寄せる頌歌（1943年）…映画音楽『あの旗を撃て』のために
- 交響曲第2番『北京』（1943年）
- 管弦樂一宇同光（1943）
- 木管と管弦楽のための詩曲（1943年）
- 孫悟空と牛魔王
- 紀念屈原交響詩『汨羅沈流』（1953年）
- 交響曲第3番（1957年）…詞：謝雪江
- 弦楽のための小交響曲（1951年）
- 交響曲第四番『鄭成功による台湾解放三百周年を祝して』（1962年）
- 阿里山的歌聲（1980年代）…遺作。

### 声楽曲
- 第一生蕃歌曲集Op.6…ソプラノと室内管弦楽版あり
- 第二生蕃歌曲集Op.10（1936年）…詞:佐伯孝夫（バリトンと室内管弦楽版あり）
- 『生蕃四歌曲集』（1936年）(チェレプニン・コレクション No.15)
- 『瀬音』（管弦楽伴奏合唱曲）（1936年）…詞：島崎藤村
- 森永製菓社歌

### 室内楽曲
- 祭典ソナタ（ピアノ、フルート）（1910年）
- 生蕃トリオ
- チェロとピアノのための第一ソナタOp.15

### ピアノ曲
- 小スケッチOp.3-1
- 譚詩曲Op.3-2
- 5つのスケッチ（千曲川のスケッチ） Op.4 （1934年）(チェレプニン・コレクション No.16)
- 城内の夜（1935年頃）
- 3つの舞曲op.7（1935年頃）
- バガテル Op.8（1935年頃）
- 一人と六人op.12-1（1935年頃）
- 五月の組曲（1935年頃）
- 人形芝居 （1935年頃）

### オペラ
- タイヤルの恋Op.9（未完成）

## オペラ出演
- 1934年6月7・8日『ラ・ボエーム』ショナール（日比谷公会堂、9月17・18日大阪朝日会館、9月21日名古屋市公会堂、9月27・28日京都南座）[4]
- 1935年12月24-26日『トスカ』堂守（新橋演舞場）[5]

いずれも藤原義江との共演であった。

## 参考
- 江文也 (zh)